# Џамија Ферхадија (Бања Лука)
Ферхат-пашина џамија, или Ферхадија, је најпознатија џамија у Бањој Луци. Изграђена је 1579. од откупнине које је добио босански санџак-бег Ферхат паша Соколовић за главу Херберта VIII Турјашког у класичном османском стилу и представља једно од најуспјешнијих архитектонских остварења на овим просторима у 16. вијеку. Њен архитекта је непознат, али је познато да је био ученик османског архитекте Мимара Синана.
У комплексу Ферхадије су се такође налазила и 3 турбета: Ферхат-паше, његове унуке Сафикадуне и његових барјактара, жељезна и камена ограда са чесмом на ћошку, шадрван и старо мезарје у башти. Касније је комплекс допуњен са сахат-кулом изграђеном недалеко од Ферхадије. Џамија је била 18m широка, 14m дугачка, а врх куполе је био 18m висок. Мунара је била 43m висока. Ферхадија је уврштена у културну баштину Социјалистичке Републике Босне и Херцеговине 1950. године.

## Рушење и обнова
У току Другог свјетског рата џамија је дијелом страдала у бомбардовању 1944. Обнављана је низ година, али је поново страдала у земљотресу 1969. и након тога је темељно рестаурирана и осликана.
Џамија је делимично била уништена експлозивом детонираним 7. маја 1993. године. Након првог рушења, градске власти су организовале потпуно рушење и чишћење терена на којем се налазио целокупни комплекс џамије. Остаци рушевина су одвезени на градску депонију. Дан рушења Ферхадије — 7. мај је у Федерацији Босне и Херцеговине проглашен као званични Дан џамија.
Приликом церемоније постављања камена темељца 7. маја 2001. године дошло је до окупљања око 4000 демонстраната. Умјесто церемоније, дошло је до великих нереда, каменовања, уништавања аутобуса и сукоба са полицијом. Неколико људи је теже повријеђено, а један је касније подлегао повредама. Високи представник за БиХ је овај инцидент оцијенио као „ширење ултра-национализма од стране малих група екстремиста“, а своје осуде су изнијели и високи амерички званичници, те многе друге институције и организације, укључујући и званичнике Републике Српске.
Након неколико дана, уз јаке мјере безбједности, свечано полагање камена темељца је ипак обављено. Свечано отварање обновљене Ферхат-пашине џамије је обављено 7. маја 2016. године.

## Галерија
- Ферхадија 1941.
- Џамија за време сумрака
- Силуета минарета за време заласка Сунца
- Минарет ноћу
- Арабеске на куполи
- Арабеске на куполи
- Кров обновљене џамије

### Књиге, поглавља и каталози
- Alajbegović Pečevija, Ibrahim (2000). Historija. knj. 1, 1520-1576. Sarajevo: El-Kalem, (Sarajevo : BEMUST). ISBN 9958-23-051-8.  1380377  1380377
- Андрејевић, Андреј (1984). Исламска монументална уметност XVI века у Југославији : куполне џамије. Београд: Институт за историју уметности Филозофског факултета : Балканолошки институт САНУ.  37385223  11616778  512009936
- Антић, Чедомир; Кецмановић, Ненад (2016). Историја Републике Српске. Београд: Недељник, (Бања Лука : Службени Гласник Републике Српске). ISBN 978-86-919749-1-6.  227346188  227346188  227346188
- Bećirbegović, Madžida (1990). Džamije sa drvenom munarom u Bosni i Hercegovini. Sarajevo: Veselin Masleša. ISBN 86-21-00452-6.  1640710  1640710  1640710
- Bejtić, Alija (2007). Banjaluka pod osmanskom vladavinom : arhitektura i teritorijalni razvitak grada ; [urednici Fuad Balić, Ismet Smailović, Sabira Husedžinović]. Banja Luka: Bošnjačka zajednica kulture "Preporod" (Banja Luka : Grafid). ISBN 978-99938-761-9-9.  371480  371480
- Bublin, Mehmed (2004). Rehabilitacija gradova Bosne i Hercegovine. Sarajevo: Buybook. ISBN 9958-630-42-7.  13296646  13296646
- Bublin, Mehmed (2005). Gradovi Bosne i Hercegovine : milenij razvoja i godine urbicida = The cities of Bosnia and Herzegovina : a millennium of development and the years of urbicide ; [2. izd. = 2nd. ed.]. Sarajevo: Sarajevo Publishing (Sarajevo : Bemust). ISBN 9958-21-411-3.  14575366
- Bublin, Mehmed (2012). Bosna : tragovi postojanja i uništavanja. Sarajevo: Sejtarija. ISBN 978-9958-39-067-8.  20014342  20014342
- Bublin, Mehmed (2017). Bosna : tragovi postojanja i uništavanja ; Bosnia : traces of existence and destruction (PDF). Sarajevo: Štamparija Fojnica (Fojnica : Štamparija Fojnica). ISBN 978-9958-17-108-6.  24414470
- Čamdžić, Edhem (2018). S Ferhadijom povratak, sigurnost i opstanak. Fojnica: Štamparija Fojnica. ISBN 978-9958-17-133-8.  26443270
- Čelić, Džemal (1968). Ferhadija, Banjaluka. Sarajevo: Društvo konzervatora Bosne i Hercegovine (Sarajevo : Prosperitet).  230684935
- Čelić, Džemal; Mujezinović, Mehmed (1969). Stari mostovi u Bosni i Hercegovini. Sarajevo: Veselin Masleša, (Zagreb : Ognjen Prica).  182328327  182328327  18278401
- 78859532  19092231
- Čelić, Džemal (2004). Ferhadija, Banja Luka. Banja Luka: Bošnjačka zajednica kulture "Preporod". ISBN 99938-761-0-0.  121863436  121863436  121863436
- Ćosić, Anto (2004). Banjalučka elegija : izabrane pjesme ; [izbor Maja Ćosić; Edicija Pečat ; knj. 3]. Banja Luka: Hrvatski kulturni centar : Humanitarno kulturna udruga "Danica". ISBN 99938-746-1-2.  209654791
- Ћурић, Хајрудин (1937). Али-паша Ризванбеговић-Сточевић : херцеговачки везир. Београд: Издање Чупићеве задужбине ; (Београд : Државна штампарија Краљевине Југославије).  64997895
- Detelić, Mirjana (2007). Epski gradovi : leksikon. Beograd: SANU, Balkanološki institut, (Beograd : Čigoja štampa). ISBN 978-86-7179-040-6.  139358732  139358732  139358732
- Džafić, Šeherezada (2012). Prostori fakcije, fikcije i fantastike u djelu Irfana Horozovića (doktorski rad). Zagreb: Filozofski fakultet Sveučilišta u Zagrebu.
- Енциклопедија Републике Српске. 1, А-Б / [одговорни уредник Рајко Кузмановић]. Бања Лука: Академија наука и умјетности Републике Српске, (Лакташи : Графомарк). 2017. ISBN 978-99938-21-92-2.  6702616  6702616
- Ferhadija / [urednici Boško Kesić, Irfan Horozović]. Banjaluka: Glas. 1981.  78859532  19092231
- Ferhad-pašina vakufnama iz 995 (1587) godine ; [preveo i bilješkama popratio Mehmed Mujezinović]. Banja Luka: Bošnjačka zajednica kulture "Preporod". 2005. ISBN 99938-761-7-8.  6936  382744  382744
- Филиповић, Миленко С. (1967). Различита етнолошка грађа / [Српски етнографски зборник / Српска академија наука и уметности, Одељење друштвених наука ; књ. 80. Расправе и грађа ; књ. 5]. Београд: Научно дело.  154908167  30008833
- Fine, Jr., John V. A.; Donia, Robert J. (2011). Bosna i Hercegovina: Iznevjerena tradicija. Sarajevo: Institut za istoriju. ISBN 978-9958-649-09-7.  19050758  19050758  19050758
- Gojković, Milan (1977). Kameni mostovi od XIV do XVIII veka u granicama Jugoslavije : mostovi nastali na Balkanskom poluostrvu u vreme ekspanzije Osmanske imperije u ove krajeve, sa posebnim osvrtom na kamene mostove u Jugoslaviji : estetičke i arhitektonske odlike, koncepcijska načela i konstrukcijske karakteristike u okviru opšte istorije građenja mostova : doktorska disertacija. Beograd: [M. Gojković].  26279951
- Gojković, Milan (1989). Stari kameni mostovi : anatomija, patologija, zaštita, sanacija, konzervacija (PDF). Beograd: Naučna knjiga. ISBN 86-23-41042-4.  109580  109580
- 514154391
- Hamidović, Muhamed [ur.] (2002). Studija Principi i metodološki postupak za obnovu Ferhad-pašine džamije u Banjoj Luci : (naučnoistraživački prijekat) [zbirka Acta Arhitectonica et Urbanistica ; no. 2] (PDF). Sarajevo: Arhitektonski fakultet, Centar za dizajn i istraživanje, (Sarajevo : Blicdruk). ISBN 9958-9706-4-3. Архивирано из оригинала (PDF) 11. 01. 2005. г. Приступљено 20. 08. 2024.  10801158
- Hamidović, Muhamed (2004). Studija Ferhad-pašina džamija u Banja Luci : metodi obnove [zbirka Acta architectonica et urbanistica. Radovi ; 3]. Sarajevo: Arhitektonski fakultet, Centar za dizajn i istraživanje. ISBN 9958-691-02-7.  13859078
- Hammer, Joseph von (1979). Historija Turskog (Osmanskog) carstva ; [3 knj. ; preveo Nerkez Smailagić]. Zagreb: "Nerkez Smailagić", (Zagreb : "Ognjen Prica").  24724495  80539148  32357889
- Hammer, Joseph von (1979a). Historija Turskog (Osmanskog) carstva. Knj. 2 ; [preveo Nerkez Smailagić]. Zagreb: "Nerkez Smailagić", (Zagreb : "Ognjen Prica").  139290887  139290887  513709775
- Handžić, Adem (1994). Studije o Bosni : historijski prilozi iz osmansko-turskog perioda. Istanbul: Research Centre for Islamic History, ([s.l.] : Yildiz Matbaacilik). ISBN 92-9063-056-6.  14615814
- Hangi, Antun (1906). Život i običaji muslimana u Bosni i Hercegovini ; [2. znatno povećano i ispravljeno izd.]. Sarajevo: Naklada Daniela A. Kajona.  54036743  25269766
- Hangi, Antun (2009). Život i običaji muslimana u Bosni i Hercegovini. Narodne pjesme iz Bosne ; [priredila i pogovor napisala Aiša Softić]. Sarajevo: Zemaljski muzej Bosne i Hercegovine, (Sarajevo : DES). ISBN 978-9958-502-09-5.  17796614  17796614
- Historija naroda Jugoslavije. Knj. 2. Zagreb: Školska knjiga, (Zagreb : Grafički zavod Hrvatske). 1959.  41719815  41719815  1024009207
- Horozović, Irfan (1997). Knjiga mrtvog pjesnika : (rukopis Saida Puškara). Zagreb: Horus.  976166
- Horozović, Irfan (1999). Knjiga mrtvog pjesnika : (rukopis Saida Puškara) : drugo dopunjeno izdanje. Sarajevo: Šahinpašić : Bosanska knjiga. ISBN 9958-41-033-8.  6958854  6958854
- Hörmann, Kosta (1966). Narodne pjesme muslimana u Bosni i Hercegovini : iz rukopisne ostavštine Koste Hörmanna / [redakcija, uvod i komentari Đenana Buturović]. Sarajevo: Zemaljski muzej Bosne i Hercegovine, (Sarajevo : Štampa).  17726727  17726727
- Hrvatske narodne pjesme. Knj. 5. Odio 2, Ženske pjesme. Sv. 1, (Romance i balade) / [uredio Nikola Andrić]. Zagreb: Matica hrvatska, (Zagreb : Tiskara Hrvatske stranke prava). 1909.  64914695  7749913
- Husedžinović, Sabira (1998). Kulturna baština posebnih vrijednosti porušena u ratu 1992.-1995. = Cultural heritage of special value destroyed in the war 1992-1995 [katalog]. Sarajevo: Federalno ministarstvo obrazovanja, nauke, kulture i sporta/športa, (Sarajevo : ABC Fabulas).  3698726
- Husedžinović, Sabira (1999a). Sanacija i obnova sakralnih objekata oštećenih u ratu 1992/95. : Umjetnička galerija Bosne i Hercegovine, 9-19.11.1999. [katalog]. Sarajevo: Kantonalni zavod za zaštitu kulturno-historijskog i prirodnog naslijeđa.  152640268  152640268
- Husedžinović, Sabira (2005). Dokumenti opstanka: vrijednosti, značaj, rušenje i obnova kulturnog naslijeđa. Zenica: Muzej grada Zenice. ISBN 9958-9413-2-5.  11596294
- Husić, Aladin; Lavić, Osman (2013). Bosanske vakufname : (1463.-1878.) : katalog izložbe (PDF). Sarajevo: Vakufska direkcija : Gazi Husrev-begova biblioteka, (Sarajevo : Amos graf). ISBN 978-9958-1977-2-7.  20720646  20720646
- Imamović, Mustafa (1998). Historija Bošnjaka ; [2. izd.]. Sarajevo: Bošnjačka zajednica kulture „Preporod“,  (Sarajevo : OKO). ISBN 9958-815-00-1.  326950  326950
- Karabegović, Ahmet (2016). Banjaluka kroz istoriju i legendu : s požutjelih stranica prošlosti ; [priredio Dušan Popović]. Banja Luka: Udruženje arhivskih radnika Republike Srpske, (Banja Luka : Grafid). ISBN 978-99955-762-2-6.  5954072  5954072
- Караџић, Вук Стефановић (1895). Српске народне пјесме. Књ. 2, У којој су пјесме јуначке најстарије. Биоград: Штампарија Краљевине Србије.  15984135  239471628  85372167  147854855  3136537
- Караџић, Вук Стефановић (1899). Српске народне пјесме. Књ. 6, У којој су пјесме јуначке најстарије и средњијех времена. Биоград: Штампарија Краљевине Србије.  1440519  85436935  3133465  3133465
- Korić, Elma (2005). Banja Luka u doba Ferhad paše Sokolovića : (magistarski rad). Sarajevo: E. Korić.  3057433
- Korić, Elma (2015a). Životni put prvog beglerbega Bosne : Ferhad-paša Sokolović : (1530.-1590.). Sarajevo: Univerzitet, Orijentalni institut, (Sarajevo : Dobra knjiga). ISBN 978-9958-626-27-2.  22031878  22031878
- Kreševljaković, Hamdija (1952). Banje u Bosni i Hercegovini : (1462-1916) ; [2. popravljeno i prošireno izd.]. Sarajevo: Svjetlost.  37244679  37244679  1893889
- Kreševljaković, Hamdija (1961). Esnafi i obrti u Bosni i Hercegovini ; [zbirka Djela / Naučno društvo NR Bosne i Hercegovine ; knj. 17. Odeljenje istorijsko-filoloških nauka ; knj. 12]. Sarajevo: Naučno društvo NR Bosne i Herecegovine.  512891287  183180544  512891287
- 439831  439831  439831
- Kreševljaković, Hamdija (1991a). Izabrana djela I ; [priredili Avdo Sućeska, Enes Pelidija ; registri Emir Sultanović]. Sarajevo: Veselin Masleša, (Novi Sad : Budućnost). ISBN 86-21-00504-2.  439575  439575  439575
- Kreševljaković, Hamdija (1991b). Izabrana djela II ; [priredili Avdo Sućeska, Enes Pelidija ; registri Emir Sultanović]. Sarajevo: Veselin Masleša, (Novi Sad : Budućnost). ISBN 86-21-00505-0.  439831  439831  439831
- Kreševljaković, Hamdija (1991c). Izabrana djela III, Banje, vodovodi, hanovi i karavansaraji... ; [priredili Avdo Sućeska, Enes Pelidija]. Sarajevo: Veselin Masleša, (Novi Sad : Budućnost). ISBN 86-21-00506-9.  440087  440087  440087
- Микић, Ђорђе (1995). Бања Лука на Крајини хвала. Бања Лука: Општина Бања Лука ; Институт за историју, (Бања Лука : Глас српски). ISBN 86-80363-16-2.  107295239  107295239  107295239
- 526717588
- Mujezinović, Mehmed (1977). Islamska epigrafika Bosne i Hercegovine. knj.2, Istočna i Centralna Bosna. Sarajevo: Veselin Masleša.  55726860  1924390  1924390
- 521678743
- 514720177
- Opširni popis Bosanskog sandžaka iz 1604. godine. Sv. 3 / [obradila Amina Kupusović]. Sarajevo: Bošnjački institut Zürich, Odjel Sarajevo : Orijentalni institut, (Sarajevo : Geodetski zavod BiH). 2000. ISBN 9958-743-05-1.  131875596  131875596  7237126
- 512024528
- 214944780
- Pelidija, Enes (2003). Banjalučki boj iz 1737 : uzroci i posljedice. Sarajevo: El-Kalem. ISBN 9958-23-136-0. Архивирано из оригинала 21. 06. 2022. г. Приступљено 20. 08. 2024.  110057996  11828486  11828486
- Prelog, Milan (1912). Povijest Bosne u doba osmanlijske vlade. Dio 1 : (1463—1739.) (PDF). Sarajevo: J. Studnička i drug, (Sarajevo : Sarajevoer Tagblatt). Архивирано из оригинала (PDF) 31. 05. 2020. г. Приступљено 20. 08. 2024.  1548794602  101211143  24662287  101211143  101211143  24662287
- Prelog, Milan (2009). Povijest Bosne u doba osmanlijske vlade : [I.-II. dio]. Stremac Samoborski: Fortuna, (Zagreb : Parvus). ISBN 978-953-95981-7-2.  251441152  512301266
- Puce, Mirsad (2013). Srebrni svijet. Mostar: Karađoz-begova medresa, (Mostar : IC štamparija). ISBN 978-9958-9685-7-0.  20695046
- Ravlić, Aleksandar (1974). Banja Luka : razdoblja i stoljeća. Beograd: Mladost.  158697735  5366787
- Ravlić, Aleksandar (1996). Banjalučka Ferhadija — ljepotica koju su ubili. Rijeka: AARiS. ISBN 953-96562-0-6.  11293702
- Ravlić, Aleksandar (2001). Banjalučki povijesni listići I. Kastav: AARiS.
- Ravlić, Aleksander-Aco (2002). Banjaluka u prošlosti. 1 : -Drugo (banjalučko) izdanje-. Banja Luka: Nezavisne novine. ISBN 99938-664-0-7.  73240  73240  73240
- Ravlić, Aleksandar (2003). Banjalučki povijesni listići II. Kastav: AARiS. ISBN 9539656281.
- Redžić, Husref (1983). Studije o islamskoj arhitektonskoj baštini. Sarajevo: Veselin Masleša, (Novi Sad : Štamparija).  66441484  1925158  1925158  512030928
- Савић, Јелена (2013). Модерно и вернакуларно у процесу урбане трансформације Бањалуке (докторска дисертација). Београд: Архитектонски факултет Универзитета у Београду.  512974481  512974481
- Schweiger-Lerchenfeld, Amand Freiherr von (1878). Bosnien, das land und seine Bewohner: Geschichtlich, Geographisch, Etnographisch und Social-politisch. Wien: L. C. Zamarski.  85474823  9659398
- Smlatić, Sulejman (1974). Banja Luka - grad i njegove funkcije : doktorska disertacija. Zagreb: [S. Smlatić].  27034127  27063814
- Smlatić, Sulejman (1978). Banja Luka : grad i njegove funkcije. Sarajevo: Svjetlost, (Sarajevo : Svjetlost).  50640391  38518784  38518784
- Svijet islama : vjera, narodi, kultura / autori Bernard Lewis ... [et al.] ; [priredio Bernard Lewis]. Beograd: Jugoslovenska revija : "Vuk Karadžić", (Ljubljana : Mladinska knjiga). 1979.  42575623  42575623  18055425
- Šabanović, Hazim (1982). Bosanski pašaluk : postanak i upravna podjela. Sarajevo: Svjetlost.  512028585  512028585  4589625
- Шево, Љиљана (1996). Урбанистички развој Бање Луке. Бања Лука: Општина Бања Лука : Завод за заштиту споменика културе и природе, (Бања Лука : Глас српски).  117025543  117025543  117025543
- Trapara, Boris (2019). From Vienna to Sarajevo, role models and replicas in the architecture of Austro-Hungarian period (PDF) (на језику: енглески). Institut National des Langues et Civilisations Orientales - INALCO PARIS - LANGUES O’; International Burch University (Faculty of Engineering and Natural Sciences, Department of Architecture).
- Vakufname iz Bosne i Hercegovine : (XV i XVI vijek) / [urednik Lejla Gazić ; Monumenta turcica : historiam slavorum meridionalium illustrantia ; tom 4. Ser. 3, Vakufname ; knj. 1]. Sarajevo: Orijentalni institut. 1985.  38648583  377869
- Vojna enciklopedija. 2, Brdo - Foa / [glavni urednik Nikola Gažević]. Beograd: Vojnoizdavački zavod. 1971.  42775047  72915207  1024122862
- Здравковић, Иван (1964). Избор грађе за проучавање споменика исламске архитектуре у Југославији. Београд: Југословенски институт за заштиту споменика културе, (Београд : Београдски графички завод).  43669767  43669767  7178246

#### Putopisi
- 9615366  3354118
- Čelebi, Evlija (1973). Putopis : odlomci o jugoslovenskim zemljama; [preveo, uvod i komentar napisao Hazim Šabanović]. Sarajevo: Veselin Masleša.  256247815  2005798  2005798
- Džaja, Mato (1973). Banja Luka u putopisima i zapisima [III izdanje]. Banja Luka: Glas.  113716231  39117312  39117312
- Džaja, Mato (1988). Banja Luka u putopisima, zapisima i legendama [4. prošireno izd.]. Banja Luka: Glas.  44668167  1168642  1168642
- Husedžinović, Sabira; Balić, Fuad; Smailović, Ismet [ur.] (2007). Usmene predaje o Banjaluci i Banjalučanima. Banja Luka: Bošnjačka zajednica kulture Preporod. ISBN 978-99955-27-03-7.  642840  642840  642840
- Irijart, Šarl (1981). Bosna i Hercegovina - putopis iz vremena ustanka 1875-1876 : sa petnaest Vjeržovih crteža prema autorovim skicama i posebnom kartom (PDF). Sarajevo: "Veselin Masleša", (Novi Sad : Budućnost).  40657415  34936588  1365254  1365254
- Izbori iz djela / Franjo Rački : Mihovil Pavlinović : Natko Nodilo : Blaž Lorković. Zagreb: Zora : Matica hrvatska, (Zagreb : Vjesnik). 1969.  105176583  105176583  50226
- Jukić, Ivan Franjo (1973). Sabrana djela. Knj. 1 (PDF). Sarajevo: Svjetlost, (Beograd : "Radiša Timotić").  112622087  112622087  112622087
- Ковачевић, Томо (1865). Описъ Босне и Херцеговине. У Београду: у Државной штампаріи.  100140300
- Ковачевић, Томо (1879). Опис Босне и Херцеговине ; [2. прегледано и допуњено изд.] (PDF). Београд: [с. н.], (Београд : "Н. Стефановића и Друга").  2413350  2413350
- Kukuljević Sakcinski, Ivan (1858). Putovanje po Bosni. U Zagrebu: Izdano troškom Lavoslava Župana, (U Zagrebu : Tiskom Narodne tiskarnice Dra. Lj. Gaja).  37533967  37533967
- Kukuljević Sakcinski, Ivan (2007). Putovanje po Bosni. Strmec Samoborski: Fortuna, (Zagreb : Parvus). ISBN 978-953-95981-0-3.  252828679
- Kumičić, Eugen (1889). Pod puškom. Zagreb: Scholz i Kralj.  231463180
- Kumičić, Eugen (1950). Djela. Knj. 1. Zagreb: Zora, (Zagreb : Nakladni zavod Hrvatske).  36476679  1024059135  36476679
- Kumičić, Eugen (1998). Začuđeni svatovi ; Pod puškom. Zagreb: Matica hrvatska, (Zagreb : Puljko). ISBN 953-150-239-0.  512575686  512575686
- Maldini Wildenhainski, Rudolf (1908). Bosna i Hercegovina : sa 136 slika. Zagreb: Hrvatsko planinarsko društvo.  44262151  81248010  81248010  9612038
- Pavlinović, Mihovil (1888). Puti Mihovila Pavlinovića : (godine 1867-75). Zadar: Narodni list.  232301068
- 105176583  105176583  50226
- 40657415  34936588  1365254  1365254
- Pilar, Gjuro (1879). Putopisne crtice iz Bosne : preštampano iz "Obzora". Zagreb: [s. n.], (Zagreb : Tiskom Dioničarske tiskare).  252261388
- Pilar, Đuro (2007). Putopisne crtice iz Bosne ; [pripremio Andrija Zirdum]. Slavonski Brod: Ogranak Matice hrvatske, (Slavonski Brod : Best). ISBN 978-953-6842-10-0.  232592903
- 3236358  10144262
- Rener, Hajnrih (1900). Herceg-Bosnom uzduž i poprijeko : putovanja Henrika Rennera : s geografskom kartom. Mitrovica: Hrvatska dionička tiskara (N. Dogan).  280868871  119207943  38244864
- Renner, Heinrich (2007). Bosnom i Hercegovinom uzduž i poprijeko. Sarajevo: Dobra knjiga, (Sarajevo : Bemust). ISBN 978-9958-688-03-4.  15685126  15685126
- Šamić, Midhat (1966). Francuski putnici u Bosni na pragu XIX stoljeća i njihovi utisci o njoj. Sarajevo: "Veselin Masleša", (Beograd : "Slobodan Jović").  151389447  151389447  2179334
- Šamić, Midhat (1981). Francuski putnici u Bosni i Hercegovini u XIX stoljeću i njihovi utisci o njoj : (1836-1878). Sarajevo: "Veselin Masleša", (Novi Sad : Budućnost).  83094284  39890695  724247  724247  1924646
- 31355407

#### Рат у Босни и Херцеговини
- Ćosić, Anto (2000). Vrijeme mraka: banjalučki dnevnik ; [predgovor Aleksandar Ravlić]. Zagreb: Vikarijat Banjalučke biskupije. ISBN 9539784123.
- Ћосић, Добрица (2012). Босански рат. Београд: Службени гласник, (Београд : Гласник). ISBN 978-86-519-1255-2.  189882124  189882124  189104908
- 265648903  2892916
- Genocidom do istrebljenja : srpski zločini : Bosna i Hercegovina, sjeverozapadna Bosna / [glavni i odgovorni urednik Ante Beljo]. Zagreb: Hrvatski informativni centar. 1995. ISBN 953-6058-15-4. Архивирано из оригинала 07. 07. 2003. г.  5535238  5535238
- 12356614  12356614
- Хронологија 1990—1995. / [приредили Јанко Велимировић ... [и др.]] (PDF). Бања Лука: Документациони центар Републике Српске, (Бања Лука : Графид). 2002. Архивирано из оригинала 30. 10. 2005. г. Приступљено 20. 08. 2024.  1488408  1488408
- Komarica, Franjo (1996). U obrani obespravljenih : izbor iz dokumenata banjalučkog biskupa i Biskupskog ordinarijata Banjaluka tijekom ratnih godina od 1991. do 1995. Banjaluka: Biskupski ordinarijat  ; Zagreb ; Sarajevo : ZORO. ISBN 953-6296-03-9.  6134787
- 166712583  514256693
- Krzić, Muharem (1996). Zločini nad banjalučkom krajinom '92-'94. Zenica: Bemust, (Sarajevo : Alden-print).  129052172  129052172  417322
- Krzić, Muharem; Selak, Osman; Gušić, Bedrudin; Sadiković, Muhamed; Todorovac, Hamdija (2003). Svjedočiti zločin i bosnoljublje. Sarajevo: Bošnjačka liga, Pokret za ravnopravnost, (Sarajevo : Bemust).  12356614  12356614
- Omerdić, Muharem (1999). Prilozi izučavanja genocida nad Bošnjacima, 1992 - 1995. Sarajevo: Rijaset Islamske zajednice u Bosni i Hercegovini, El-Kalem (Tuzla : Harfo-Graf). ISBN 9958-23-011-9.  188756748  6443782
- Osmančević, Amir (1995). Banjaluka - vrijeme nestajanja. Zagreb: vlast. nakl.
- Selman, Mehmed (1997). Banja Luka — Uspomena i stvarnost sa Mejdana (PDF). Travnik.
- Višić-Kurjak, Seima (2003). Sjećanja na oteti grad. Sarajevo: Grafičar promet, (Sarajevo : Grafičar promet). ISBN 9958-9297-1-2 Проверите вредност параметра |isbn=: checksum (помоћ).  12088326
- 214805260  214805260
- Živanović, Miodrag (1997). Stakleno oko. Sarajevo: Bosanska knjiga, (Ljubljana : Mladinska knjiga). ISBN 9958-20-015-5.  121037068  1122071

### Зборници
- Filandra, Šaćir (2015). „Politika simboliziranja Bošnjaka nakon socijalizma” (PDF). Mediteranski politikološki dijalozi : Izgradnja stabilnosti i društvenog konsenzusa u post-socijalističkim društvima — Zbornik radova sa konferencije. Podgorica: Fakultet političkih nauka Univerziteta Crne Gore: 19—26. ISBN 978-9940-9102-6-6. Архивирано из оригинала (PDF) 28. 10. 2018. г.
- 20080646
- 21296134  21295878
- 20295686  20295686
- 854157  14070022
- Katalog arapskih, turskih i perzijskih rukopisa Gazi Husrev-begove biblioteke u Sarajevu. Sv. 1 / obradio Kasim Dobrača. Sarajevo: Starješinstvo Islamske vjerske zajednice za SR Bosnu i Hercegovinu, (Sarajevo : Oslobođenje). 1963.  98489607  785177
- Katolička crkva i rat u Bosni i Hercegovini : dokumenti o stavovima i zauzimanju Katoličke crkve za mir i poštivanje ljudskih prava i građanskih sloboda i za očuvanje države Bosne i Hercegovine (1989-1996) / [priredio Velimir Blažević]. Sarajevo: Svjetlo riječi : Franjevačka teologija, (Sarajevo : Müller). 1998. ISBN 9958-741-00-8.  1183511
- 18619142
- Mjesto i uloga derviških redova u Bosni i Hercegovini : Zbornik radova povodom obilježavanja 800 godina od rođenja Dželaluddina Rumija [ur. Rešid Hafizović]. Sarajevo: Orijentalni institut u Sarajevu ; Naučnoistraživački institut “Ibn Sina”. 2011. ISBN 978-9958-626-16-6.  18619142
- Mukate vakufi u Bosni i Hercegovini, Sarajevo, 13. 06. 2012. ; Vakufi u Banja Luci, Banja Luka, 15. 06. 2012 ; Turali-begov vakuf u Tuzli, Tuzla, 14. 06. 2012. : zbornik radova o vakufima / [urednik Senad Ćeman] (PDF). Sarajevo: Islamska zajednica u BiH, Vakufska direkcija ; Tuzla : Medžlis Islamske zajednice, (Sarajevo : Dobra knjiga). 2012. ISBN 978-9958-504-00-6.  20295686  20295686
- 18619142
- Prešućivani zločin : zbornik radova Međunarodnog studijskog dana Dvadeset godina (1995.-2015.) od završne faze protjerivanja Hrvata, Bošnjaka i drugih s područja RS-a, Banja Luka, 13. studenoga 2015. / [odgovorni urednik Miljenko Aničić ; Biblioteka Korijeni ; knj. 1]. Banja Luka: Banjalučka biskupija : Europska akademija. 2016. ISBN 978-9958-9991-6-1.  22864134  22864134
- Ravlić, Aleksandar (2011). „Rušenje bogomolja na području sjeverozapadne Bosne bilo je ritualni čin programa genocida” (PDF). Zločini u Bosanskoj krajini za vrijeme agresije na Republiku Bosnu i Hercegovinu 1991—1995 — Zbornik radova sa Međunarodne naučne konferencije, održane u Bihaću od 22.—24. septembra 2000. Sarajevo: Institut za istraživanje zločina protiv čovječnosti i međunarodnog prava Univerziteta u Sarajevu: 713—742. ISBN 978-9958-740-68-8.  18850566
- 854157  14070022
- Tahirović, I.; Folić, R. (1986). „Sanacija i pojačanje konstrukcije Sahat-kule u Banja Luci”. IV Kongres Saveza društava za seizmičko inženjerstvo Jugoslavije, Cavtat, 23.—25.04.1986. : zbornik radova. Zagreb.  512482962
- Tahirović, V.I (1989). „Rekonstrukcija srušenog dijela munare Ferhat-Pašine džamije u Banja Luci”. Prvi kongres Društva građevinskih konstruktera Bosne i Hercegovine; Zbornik radova. Sarajevo. 2: 311—320.
- Zločini u Bosanskoj krajini za vrijeme agresije na Republiku Bosnu i Hercegovinu 1991-1995. : zbornik radova sa Međunarodne naučne konferencije, održane u Bihaću od 22-24. septembra 2000. / [urednici Muharem Kreso, Samija Rizvanović] (PDF). Sarajevo: Institut za istraživanje zločina protiv čovječnosti i međunarodnog prava, (Sarajevo : Goldprint). 2011. ISBN 978-9958-740-68-8.  18850566

### Часописи
- Андрејевић, Андреј (1989). „Цариград и исламска уметност у Југославији : атрибуције Синану и његовој школи”. Balcanica :  Annuaire de l'Institut des études balkaniques = Балканика : Годишњак Балканолошког института. Beograd: Srpska akademija nauka i umetnosti Međuakademijski odbor za balkanologiju saveta akademija nauka i umetnosti SFRJ i Balkanološki institut SANU. XX: 227—242. ISSN 0350-7653.  12014082  6289154
- 15981058  15981058
- Bašić, Kemal (2011). „Prilog bibliografiji radova o Mehmed—paši Sokoloviću”. Novi Muallim. Sarajevo: Udruženje Ilmijje Islamske zajednice u BiH. XII (46): 93—100. ISSN 1512-6560.  8843014
- Bećirbegović, Madžida (1974). „Prosvjetni objekti islamske arhitekture u Bosni i Hercegovini”. Prilozi za orijentalnu filologiju. Sarajevo: Orijentalni institut (20—21): 223—364. ISSN 0555-1153.  104008455  1126062052  4965670  16399874
- Bećirbegović, Madžida (1991). „Urbanizacija i prosvjetni objekti u bosanskom ejaletu”. Prilozi za orijentalnu filologiju. Sarajevo: Orijentalni institut (41): 359—367. ISSN 0555-1153.  104008455  1126062052  16399874
- Bedenko, Vladimir (2006). „Prikaz knjige: Dokumenti opstanka (vrijednost, značaj, rušenje i obnova kulturnog naslijeđa) autorice Sabire Husedžinović”. Baština : Godošnjak Komisije za čuvanje nacionalnih spomenika Bosne i Hercegovine. Sarajevo: Komisija za očuvanje nacionalnih spomenika (II): 371—376. ISSN 1840-2364.  230059271  15907846  15907846
- Bejtić, Alija (1953a). „Banja Luka pod turskom vladavinom : Arhitektura i teritorijalni razvitak grada u XVI i XVII vijeku” (PDF). Naše starine. Sarajevo: Zemaljski zavod za zaštitu spomenika kulture i prirodnih rijetkosti Narodne Republike Bosne i Hercegovine, (Zagreb : Grafički zavod Hrvatske) (I): 91—116. ISSN 0547-3136.  523428964  57465612  57465612  12902146
- Bejtić, Alija (1953b). „Spomenici osmanlijske arhitekture u Bosni i Hercegovini”. Prilozi za orijentalnu filologiju i istoriju jugoslovenskih naroda pod turskom vladavinom. Sarajevo: Orijentalni institut (III—IV/1952-53): 229—297. ISSN 1986-8650.  89151498  103969543  1126062052  16399874
- Bejtić, Alija (1972). „Stari trgovački putevi u Donjem Polimlju”. Prilozi za orijentalnu filologiju. Sarajevo: Orijentalni institut (22—23): 163—189. ISSN 0555-1153.  104008455  1126062052  16399874
- Bešlija, Sedad (2009). „Islamska kultura u BiH do kraja XVI stoljeća” (PDF). Glasnik Rijaseta Islamske zajednice u Bosni i Hercegovini. Sarajevo: Rijaset Islamske zajednice u Bosni i Hercegovini (5—6): 446—459. ISSN 1512-6609.  8292358  4202242  24463110
- Biško, Mato (1959). „Konzervacija objekata u kompleksu Ferhadije džamije u Banjoj Luci” (PDF). Naše starine. Sarajevo: Zemaljski zavod za zaštitu spomenika kulture i prirodnih rijetkosti Narodne Republike Bosne i Hercegovine, (Zagreb : Grafički zavod Hrvatske) (VII): 81—90. ISSN 0547-3136.  57465612  57465612  1025040370  12902146
- Bodenstein, Gustav (1908). „Povijest naselja u Posavini god. 1718.—1739.”. Glasnik Zemaljskog muzeja u Bosni i Hercegovini (на језику: njemački). Sarajevo: Zemaljska štamparija. XX: 95—112. ISSN 1512-8059.  36703756  171147788  15652367  171147788  22896646
- Buljina, Halid (1944). „Iz poviesti banjalučkih medersa”. Glasnik Islamske vjerske zajednice Nezavisne države Hrvatske. Sarajevo: Reis-ul-ulema Islamske vjerske zajednice Nezavisne države Hrvatske (Zagreb : Hrvatska državna tiskara, podružnica Sarajevo). XII (8/9): 160—165. ISSN 2490-3884.  12490767
- Ципра, Фрањо (1906). „Из народне традиције бањалучке” (PDF). Школски вјесник : стручни лист Земаљске владе за Босну и Херцеговину. Сарајево: Земаљска штампарија у Сарајеву. XIII (9): 617—621. ISSN 2232-7703.  28724492  28724492  23431430
- Čar-Drnda, Hatidža (2004). „Vakufski objekti u Bosanskom sandžaku : sedma decenija 16. stoljeća”. Prilozi za orijentalnu filologiju. Sarajevo: Orijentalni institut (52—53): 267—294. ISSN 0555-1153.  104008455  1126062052  13905670  16399874
- Čar-Drnda, Hatidža (2004a). „Prilog izučavanju prošlosti Banje Luke u 16. stoljeću”. Beharistan : časopis za kulturu. Sarajevo: Kulturni centar Islamske Republike Iran (14). ISSN 1512-9314.  92935948  12559622
- Čaušević, Amir; Hadžirović, Mirsad (2004). „Obnova Ferhad-pašine džamije u Banja Luci”. Sarajevo: Arhitektonski fakultet Univerziteta u Sarajevu.  13768198
- Čaušević, Amir; Zečević, Mevludin; Rustempašić, Nerman; Kudumović, Lana (2011). „Seizmička procjena i rekonstrukcija kupola i polukupolau slučaju Ferhad Pašine Džamije u Banja Luci”. Book of Conference abstracts - Importance of place / urednice Lana Kudumović i Aida Idrizbegović-Zgonić. Sarajevo: CICOPBIH. ISSN 2232-9072.  19254278  19127814
- 21707270  111220736
- Čavkić, Fejzo (1903). „O Banjojluci i njenoj okolici — Banjaluka-Gornji Šeher” (PDF). Školski vjesnik : stručni list Zemaljske vlade za Bosnu i Hercegovinu. Sarajevo: Zemaljska štamparija u Sarajevu. X (10): 691—698. ISSN 2232-7703.  28724492  28724492  23431430
- Čavkić, Fejzo (1903). „O Banjojluci i njenoj okolici — Banjaluka-Gornji Šeher : (Nastavak.)” (PDF). Školski vjesnik : stručni list Zemaljske vlade za Bosnu i Hercegovinu. Sarajevo: Zemaljska štamparija u Sarajevu. X (11): 771—777. ISSN 2232-7703.  28724492  28724492  23431430
- Čavkić, Fejzo (1903). „O Banjojluci i njenoj okolici — Banjaluka-Gornji Šeher : (Svršetak.)” (PDF). Školski vjesnik : stručni list Zemaljske vlade za Bosnu i Hercegovinu. Sarajevo: Zemaljska štamparija u Sarajevu. X (12): 858—861. ISSN 2232-7703.  28724492  28724492  23431430
- Čelić, Džemal (1953). „Musafirhana blagajske tekije”. Naše starine. Sarajevo: Zemaljski zavod za zaštitu spomenika kulture i prirodnih rijetkosti Narodne Republike Bosne i Hercegovine, (Zagreb : Grafički zavod Hrvatske) (I): 189—193. ISSN 0547-3136. Архивирано из оригинала 08. 07. 2023. г. Приступљено 31. 07. 2024.  57465612  57465612  49810950  12902146
- Dervišević, Haris; Smailbegović, Aida (2016). „Seciranje portreta Mehmed-paše i Ferhad-paše Sokolovića”. Prilozi za orijentalnu filologiju. Sarajevo: Orijentalni institut (66): 135—152. ISSN 0555-1153.  104008455  1126062052  16399874
- 33919325
- 6931501  16125698
- Filipović, Milenko S. (1955). „Zauzimanje zemlje obilaženjem na konju”. Bilten Instituta za proučavanje folklora. Sarajevo: Institut za proučavanje folklora (3): 97—104. ISSN 0558-633X.  48870415  87554316  10055942
- Fisković, Cvito (1962). „Dubrovački i primorski graditelji XIII-XVI stoljeća u Srbiji, Bosni i Hercegovini”. Peristil : zbornik radova za povijest umjetnosti. Zagreb: Društvo povjesničara umjetnosti Hrvatske. 5 (1): 36—44. ISSN 0553-6707.  21282  21282
- 111220736
- Fučić, Mladen (1953). „Konzervatorski zahvat na Ferhad-pašinoj džamiji u Banjoj Luci” (PDF). Naše starine. Sarajevo: Zemaljski zavod za zaštitu spomenika kulture i prirodnih rijetkosti Narodne Republike Bosne i Hercegovine, (Zagreb : Grafički zavod Hrvatske) (I): 117—121. ISSN 0547-3136.  57465612  57465612  12902146
- Gačanin, Sabaheta (2016). „Zadužbine Ferhad-paše Sokolovića kao impuls kulturnog i intelektualnog resursa Banje Luke : prva javna biblioteka”. Prilozi za orijentalnu filologiju. Sarajevo: Orijentalni institut (66): 111—133. ISSN 0555-1153.  513490639  104008455  1126062052  513490639  16399874
- 1087492  512749771
- Hadžić, Lejla; Marjanović, Alisa (2008). „PROJEKAT: REKONSTRUKCIJA FERHADIJE DŽAMIJE U BANJOJ LUCI : Konzervatorsko-restauratorski radovi – snimanje fragmenata Ferhadije džamije”. Baština : Godošnjak Komisije za očuvanje nacionalnih spomenika Bosne i Hercegovine. Sarajevo: Komisija za očuvanje nacionalnih spomenika (IV): 277—295. ISSN 1840-2364.  230059271  15907846  15907846
- Hadžihasanović, Amra (2011). „MEMORIJA ILI ANTIMEMORIJA — Problematika očuvanja memorije porušenih objekata u poslijeratnoj obnovi spomenika kulture Bosne i Hercegovine”. Novi Muallim. Sarajevo: Udruženje Ilmijje Islamske zajednice u BiH. 12 (48): 48—53. ISSN 1512-6560.  8843014
- Hadžimuhamedović, Amra (1999). „Neodvojivost poslijeratne obnove gradova i graditeljskog naslijeđa u Bosni i Hercegovini”. Forum Bosnae. Sarajevo: Međunarodni forum Bosna (6): 98—106. ISSN 1512-5122.  110429196  110429196  12596230  7272454
- 110429196  110429196  16395270  7272454
- Hadžimuhamedović, Amra (2008). „Grad razgrad” (PDF). Sarajevske sveske. Sarajevo: Mediacentar Sarajevo (21—22): 113—129. ISSN 1512-8539.  110354700  110354700  22871814  11944454
- Hadžimuhamedović, Amra (2012). „Raslojavanje bosanskog identiteta − kulturno pamćenje i njegova savremena interpretacija” (PDF). Godišnjak Bošnjačke zajednice kulture Preporod. Sarajevo: Bošnjačka zajednica kulture Preporod. XII (1): 235—254. ISSN 1512-8180.  11844870
- Handžić, Adem (1974). „Značaj muafijeta u razvitku gradskih naselja u Bosni u XVI vijeku”. Jugoslovenski istorijski časopis. Beograd: Savez društava istoričara Jugoslavije (1—2): 60—69. ISSN 0350-2902.  162102023  65815  65815  65815
- Handžić, Adem (1975). „O formiranju nekih gradskih naselja u Bosni u XVI stoljeću : Uloga države i vakufa”. Prilozi za orijentalnu filologiju. Sarajevo: Orijentalni institut (25): 133—169. ISSN 0555-1153.  517247076  104008455  1126062052  16399874
- Handžić, Adem (1977). „O značaju putova za razvitak gradskih naselja u Bosni u XVI i XVII stoljeću”. Prilozi. Institut za istoriju u Sarajevu. Sarajevo: Institut za istoriju (XIII): 73—78. ISSN 0350-1159.  102167  102167  102167
- Handžić, Adem (1978). „O gradskim stanovništvu u Bosni u XVI vijeku”. Prilozi za orijentalnu filologiju. Sarajevo: Orijentalni institut (28—29): 247—256. ISSN 0555-1153.  104008455  1126062052  16399874
- Handžić, Adem (1981). „O ulozi derviša u formiranju gradskih naselja u Bosni u XV stoljeću”. Prilozi za orijentalnu filologiju. Sarajevo: Orijentalni institut (31): 169—178. ISSN 0555-1153.  104008455  1126062052  16399874
- Handžić, Adem (1983). „Vakuf kao nosilac određenih državnih i društvenih funkcija u Osmanskom carstvu”. Anali Gazi Husrev-begove biblioteke u Sarajevu. Sarajevo: Gazi Husrev-begova biblioteka. 6 (9—10): 113—134. ISSN 0350-1418.  15886338  15886338
- Handžić, Mehmed (1936). „Povodom četiristagodišnjice Gazi Husrev - begove medrese u Sarajevu”. Narodna uzdanica : kalendar za godinu 1937 : (1355-1356. po Hidžri). Sarajevo: Muslimansko kulturno društvo "Narodna uzdanica", (Sarajevo : Islamska dionička štamparija). V: 29—48. ISSN 2232-8025.  22110470
- Hangi, Antun (1903). „Banjaluka. Grad i okolica” (PDF). Školski vjesnik : stručni list Zemaljske vlade za Bosnu i Hercegovinu. Sarajevo: Zemaljska štamparija u Sarajevu. X (01—04): 50—76. ISSN 2232-7703.  28724492  28724492  23431430
- Husedžinović, Sabira (1988/1989). „Kartografska dokumentacija Banjaluke XVIII vijeka kao osnova za izučavanje njezinog urbanog razvoja” (PDF). Godišnjak zaštite spomenika kulture Hrvatske. Zagreb: Republički zavod za zaštitu spomenika kulture (14—15): 151—165. ISSN 0350-2589.  15894018
- Husedžinović, Sabira (1989). „Konstruktivno — restauratorski zahvati na sahat-kuli u Banjaluci”. Naše starine. Sarajevo: Zavod za zaštitu kulturno-istorijskog i prirodnog nasljeđa Bosne i Hercegovine, (Osijek : Štampa) (XVIII—XIX): 143—150. ISSN 0547-3136.  57465612  57465612  12902146
- Husedžinović, Sabira (1990). „Vakufname — značajni istorijski izvori za upoznavanje urbane topografije Banjaluke XVI — XIX vijeka.”. Glasnik Arhiva i Društva arhivskih radnika Bosne i Hercegovine. Sarajevo: Društvo arhivista Bosne i Hercegovine : Državni arhiv Bosne i Hercegovine. 30: 95—115. ISSN 0436-046X.  21969922  39191  39191  39191
- Husedžinović, Sabira (1999). „Džamije Banje Luke u planovima austrijskih ratnih karata iz XVIII stoljeća”. Prilozi za orijentalnu filologiju. Sarajevo: Orijentalni institut (47—48): 101—126. ISSN 0555-1153.  1024307615  104008455  1126062052  16399874
- Husić, Aladin (2011). „Novčani vakufi u Bosni u drugoj polovini 16. stoljeća”. Anali Gazi Husrev-begove biblioteke u Sarajevu. Sarajevo: Gazi Husrev-begova biblioteka. 18 (32): 35—60. ISSN 0350-1418.  15886338  20182790  15886338
- Isanović, Nusret (2014). „Dekoracijska paradigma osmanske džamije iz klasičnog perioda: prilog rješenju dekoracije Ferhadije džamije u Banja Luci”. Takvim. Sarajevo: Rijaset islamske zajednice u Bosni i Hercegovini, (Sarajevo : El-Kalem). 2015: 245—261. ISSN 0492-181X.  342813  342813
- „Izvještaj o radu Zavoda u 1956. godini” (PDF). Naše starine. Sarajevo: Zemaljski zavod za zaštitu spomenika kulture i prirodnih rijetkosti Narodne Republike Bosne i Hercegovine, (Zagreb : Grafički zavod Hrvatske) (V): 129—136. 1958. ISSN 0547-3136.  57465612  57465612  12902146
- „Izvještaj o radu Zavoda u 1957. godini” (PDF). Naše starine. Sarajevo: Zemaljski zavod za zaštitu spomenika kulture i prirodnih rijetkosti Narodne Republike Bosne i Hercegovine, (Zagreb : Grafički zavod Hrvatske) (V): 137—144. 1958. ISSN 0547-3136.  57465612  57465612  12902146
- „Izvještaj o radu Zavoda u 1959. godini” (PDF). Naše starine. Sarajevo: Zemaljski zavod za zaštitu spomenika kulture i prirodnih rijetkosti Narodne Republike Bosne i Hercegovine, (Zagreb : Grafički zavod Hrvatske) (VII): 221—224. 1959. ISSN 0547-3136.  57465612  57465612  12902146
- Karčić, Hikmet (2016). „Nasilje i sjećanje”. Novi Muallim. Sarajevo: Udruženje Ilmijje Islamske zajednice u BiH. 17 (65): 23—26. ISSN 1512-6560.  8843014
- Knoll, Petar (1929). „O muslimanskoj umjetnosti u Bosni”. Književnik : hrvatski književni mjesečnik. Zagreb: Joso Modrić (Nadbiskupska tiskara). 2 (12): 443—456. ISSN 1848-8412.  54786311  30110476  26085894
- Knoll, Petar (1999). „O muslimanskoj umjetnosti u Bosni - Tekst iz zagrebackog casopisa "Knjizevnik" br. 2, 1929. godine”. Most : časopis za obrazovanje, nauku i kulturu. Mostar: Podružnica pisaca Hercegovačko-neretvanskog kantona. XXV (112—113 (23—24 — nova serija)). ISSN 0350-6517.  1048
- Korić, Elma (2004). „Banjalučka muafnama iz 1588. godine”. Prilozi za orijentalnu filologiju. Sarajevo: Orijentalni institut (54): 181—188. ISSN 0555-1153.  104008455  1126062052  16399874
- Korić, Elma (2006). „Fortifikacijski kompleks Banje Luke u XVI stoljeću”. Prilozi za orijentalnu filologiju. Sarajevo: Orijentalni institut (56): 145—158. ISSN 0555-1153.  104008455  1126062052  16399874
- Korić, Elma (2011a). „Prilog pitanju osnivanja samostalnog banjalučkog kadiluka u 16. stoljeću”. Anali Gazi Husrev-begove biblioteke u Sarajevu. Sarajevo: Gazi Husrev-begova biblioteka. 18 (32): 125—134. ISSN 0350-1418.  15886338  20185350  15886338
- Korić, Elma (2015b). „Mehmed-paša Sokolović: u povodu 510 godina od rođenja”. Godišnjak Bošnjačke zajednice kulture Preporod. Sarajevo: Bošnjačka zajednica kulture Preporod. XV (1): 405—416. ISSN 1512-8180.  11844870  11844870
- Korić, Elma (2016). „Objekti vakufa članova porodice Sokolović od Balkana do Bliskog Istoka”. Prilozi za orijentalnu filologiju. Sarajevo: Orijentalni institut (66): 63—82. ISSN 0555-1153.  104008455  1126062052  513490127  16399874
- Kreševljaković, Hamdija (1934). „Banja Luka u XVI i XVII stoljeću”. Glasnik jugoslovenskog profesorskog društva. Beograd: Jugoslovensko profesorsko društvo. XIV (1933—34) (10—12 (juni—avgust 1934)): 891—902. ISSN 2560-4767.  15683855  6249479  24380166  6249479
- Kreševljaković, Hamdija (1936). „Boj pod Banjom Lukom 4. VIII 1737 : Uz dvjestagodišnjicu”. Narodna uzdanica : kalendar za godinu 1937 : (1355-1356. po Hidžri). Sarajevo: Muslimansko kulturno društvo "Narodna uzdanica", (Sarajevo : Islamska dionička štamparija). V: 91—113. ISSN 2232-8025.  22110470
- Kreševljaković, Hamdija (1953). „Stari bosanski gradovi” (PDF). Naše starine. Sarajevo: Zemaljski zavod za zaštitu spomenika kulture i prirodnih rijetkosti Narodne Republike Bosne i Hercegovine, (Zagreb : Grafički zavod Hrvatske) (I): 7—44. ISSN 0547-3136.  515863703  57465612  57465612  3534342  12902146
- Kreševljaković, Hamdija (1954). „Naši bezisteni” (PDF). Naše starine. Sarajevo: Zemaljski zavod za zaštitu spomenika kulture i prirodnih rijetkosti Narodne Republike Bosne i Hercegovine, (Zagreb : Grafički zavod Hrvatske) (II): 233—244. ISSN 0547-3136.  160183047  57465612  57465612  9858310  12902146
- Kreševljaković, Hamdija (1956). „Saraji ili dvori bosanskih namjesnika” (PDF). Naše starine. Sarajevo: Zemaljski zavod za zaštitu spomenika kulture i prirodnih rijetkosti Narodne Republike Bosne i Hercegovine, (Zagreb : Grafički zavod Hrvatske) (III): 13—22. ISSN 0547-3136.  57465612  57465612  12902146
- Kreševljaković, Hamdija (1957). „Sahat-kule u Bosni i Hercegovini : Prilog za studij konzervacije” (PDF). Naše starine. Sarajevo: Zemaljski zavod za zaštitu spomenika kulture i prirodnih rijetkosti Narodne Republike Bosne i Hercegovine, (Zagreb : Grafički zavod Hrvatske) (IV): 17—32. ISSN 0547-3136.  515864215  57465612  57465612  26113798  12902146
- Kupusović, Amina (1996). „Nahija Banja Luka u opširnom popisu Bosanskog sandžaka iz 1604. godine”. Prilozi za orijentalnu filologiju. Sarajevo: Orijentalni institut (44—45): 149—205. ISSN 0555-1153.  1024307871  104008455  1126062052  16399874
- Kurent, Tine (1983). „Ferhadija — numerički simbol kosmosa”. Most : časopis za kulturu i društvena pitanja. Mostar: Savez zajednica kulture Hercegovine. X (50 (oktobar-decembar 1983)): 244—248. ISSN 0350-6517.  1048  1048
- Лазовић, Иванка (1985). „Андреј Андрејевић, Исламска монументална уметност XVI века у Југославији — куполне џамије”. Свеске. Београд: Друштво историчара уметности СР Србије, (Београд : "Радиша Тимотић"). VIII (16): 110—111. ISSN 0350-3348.  7779330  7779330
- Мачкић, Зоран С. (2011). „Ваздушна бомбардовања Бањалуке у Другом свјетском рату 1941—1945.” (PDF). Гласник Удружења архивских радника Републике Српске. Бања Лука: Удружење архивских радника Републике Српске. III (3): 255—309. ISSN 1840-4626.  17396486  3358232  17396486  3358232  17396486
- Mandić, Mihovil (1905a). „Banja Luka i banjalučka okolica : Primjedbe i dodatak prikazivanju g. A. Hangia u „Školskom Vjesniku“ 1903., str. 50.—76.” (PDF). Školski vjesnik : stručni list Zemaljske vlade za Bosnu i Hercegovinu. Sarajevo: Zemaljska štamparija u Sarajevu. XII (1): 14—20. ISSN 2232-7703.  28724492  28724492  23431430
- Mandić, Mihovil (1905b). „Banja Luka i banjalučka okolica : Primjedbe i dodatak prikazivanju g. A. Hangia u „Školskom Vjesniku“ 1903., str. 50.—76. (Nastavak)” (PDF). Školski vjesnik : stručni list Zemaljske vlade za Bosnu i Hercegovinu. Sarajevo: Zemaljska štamparija u Sarajevu. XII (2): 79—81. ISSN 2232-7703.  28724492  28724492  23431430
- Mandić, Mihovil (1905c). „Banja Luka i banjalučka okolica : Primjedbe i dodatak prikazivanju g. A. Hangia u „Školskom Vjesniku“ 1903., str. 50.—76. (Svršetak)” (PDF). Školski vjesnik : stručni list Zemaljske vlade za Bosnu i Hercegovinu. Sarajevo: Zemaljska štamparija u Sarajevu. XII (3): 149—155. ISSN 2232-7703.  28724492  28724492  23431430
- Medara, Azra (2014). „Socijalna uloga i značaj ustanove imareta na području BiH u XV i XVI stoljeću”. Novi Muallim. Sarajevo: Udruženje Ilmijje Islamske zajednice u BiH. 15 (58): 112—118. ISSN 1512-6560.  8843014
- Meheljić, Amir (2015). „Imamski rad u toku agresije: Ibrahim ef. Halilović, muftija banjalučki”. Novi Muallim. Sarajevo: Udruženje Ilmijje Islamske zajednice u BiH. 16 (62): 29—43. ISSN 1512-6560.  8843014
- Mitrović, Pavle; Kreševljaković, Hamdija (1959). „Bosna u izvještaju Atanasia Georgicea iz 1626. godine : prilog evidenciji spomenika kulture”. Zbornik zaštite spomenika kulture. Beograd: Savezni institut za zaštitu spomenika kulture, (Beograd : Vojno štamparsko preduzeće). X: 227—232.  1545421546  203389447  203389447
- Mujezinović, Mehmed (1953). „Turski natpisi XVI vijeka iz nekoliko mjesta Bosne i Hercegovine”. Prilozi za orijentalnu filologiju i istoriju jugoslovenskih naroda pod turskom vladavinom. Orijentalni institut u Sarajevu (III—IV/1952-53): 455—484. ISSN 1986-8650.  103969543  1126062052  16399874
- Nadilo, Branko (2012). „Povratak banjalučke ljepotice” (PDF). Građevinar : Časopis Hrvatskog saveza građevinskih inženjera. Zagreb: Hrvatski savez građevinskih inženjera. 64 (6): 505—516. ISSN 0350-2465.  958468
- Pelidija, Enes (1991). „Život i djelo Ferhad paše Sokolovića”. Glasnik Rijaseta islamske zajednice u SFRJ. Sarajevo: Rijaset Islamske zajednice u SFRJ. 54 (6): 699—711. ISSN 0353-779X.  28762882  4202242  4202242
- Popara, Haso (2013). „Šejh Muslihuddin Kninjanin: prilog izučavanju kulturne historije Banje Luke”. Prilozi za orijentalnu filologiju. Sarajevo: Orijentalni institut (63): 233—260. ISSN 0555-1153.  21710598  104008455  1126062052  21710598  16399874
- „Rad Zavoda u 1953 godini” (PDF). Naše starine. Sarajevo: Zemaljski zavod za zaštitu spomenika kulture i prirodnih rijetkosti Narodne Republike Bosne i Hercegovine, (Zagreb : Grafički zavod Hrvatske) (II): 259—268. 1954. ISSN 0547-3136.  57465612  57465612  12902146
- „Rad Zemaljskog zavoda za zaštitu spomenika kulture i prirodnih rijetkosti u Bosni i Hercegovini u 1955 godini” (PDF). Naše starine. Sarajevo: Zemaljski zavod za zaštitu spomenika kulture i prirodnih rijetkosti Narodne Republike Bosne i Hercegovine, (Zagreb : Grafički zavod Hrvatske) (IV): 305—316. 1957. ISSN 0547-3136.  57465612  57465612  12902146
- Радојчић, Светозар (1970). „Опасности стварања као тема у народном песништву”. Прилози за књижевност, језик, историју и фолклор. Београд: Филолошки факултет. XXXVI (3—4): 183—195. ISSN 0350-6673.  602383  602383  602383
- Radušić, Minela (2019). „Pet stoljeća Ferhadije u Banjoj Luci”. Slovo : časopis studenata i studentica Filozofskog fakulteta Univerziteta u Sarajevu. Sarajevo: Studentska asocijacija Filozofskog fakulteta (4). ISSN 2303-5609.  27598086
- Ravlić, Aleksandar (1995). „Rušenje crkava i džamija, progoni vjerskih službenika”. Hrvatski iseljenički zbornik. Zagreb: Hrvatska matica iseljenika. 1995/96: 138—162. ISSN 1330-3724.
- 110429196  110429196  7272454
- S. S. (1904/1905). „Kako je sagragjena Ferhadija.”. Behar : list za pouku i zabavu. Sarajevo: [s. n.], (Sarajevo : Štamparija Riste J. Savića). V (23): 362—363. ISSN 2232-7452.  28368652  22541574  25445382
- Selesković, Faruk; Selesković, Enisa (1987). „Fotogrametrijsko snimanje Sahat-kule u Banja Luci”. Geodetski glasnik. Sarajevo: Savez geodetskih inženjera i geometara SR Bosne i Hercegovine. XXI (25): 35—41. ISSN 1512-6102.  66725900  9283590
- Selman, Mehmed (2000). „Posveta Ferhadiji džamiji”. Most : časopis za obrazovanje, nauku i kulturu. Mostar: Podružnica pisaca Hercegovačko-neretvanskog kantona. XXVI (131 (42 — nova serija)). ISSN 0350-6517.  1048
- Сировина, Ристо (1890). „Бањалука” (PDF). Босанска вила. Сарајево: Штампарија Спиндлера и Лешнера у Сарајеву. V (21—22): 340—342. ISSN 2566-3828.  273682951  52833543  25089542
- Softić, Aiša (1996). „Banjalučka Ferhadija i njen vakif u historiji i tradiciji”. Glasnik Zemaljskog muzeja Bosne i Hercegovine u Sarajevu: Etnologija. Sarajevo: Zemaljski muzej Bosne i Hercegovine (48—49): 171—186. ISSN 0581-751X.  11497986  11497986  10644761  11497986
- Spahić, Muhedin (2018). „Ferhad-paša Sokolović (1530—1590) i njegov vakuf”. Novi Muallim. Sarajevo: Udruženje Ilmijje Islamske zajednice u BiH. 19 (75): 87—92. ISSN 1512-6560.  8843014
- Šajnović, Ivo (1914). „Ǧamija Veradija. : (Kola u Bosni.)”. Zbornik za narodni život i običaje Južnih Slavena. Zagreb: Jugoslavenska akademija znanosti i umjetnosti. XIX (2): 371—373. ISSN 1333-8501.  37322255  26143494
- Šeko, Mahira (2007). „Elementi kulture u djelu „Povijest Bosne“, autora Saliha Sidkija Hadžihuseinovića Muvekkita”. Anali Gazi Husrev-begove biblioteke u Sarajevu. Sarajevo: Gazi Husrev-begova biblioteka. 14 (25—26): 193—231. ISSN 0350-1418.  15886338  15886338
- Škapur, Hasan (1967a). „Ferhad-paša Sokolović i njegove zadužbine”. Glasnik Rijaseta islamske zajednice u SFRJ. Sarajevo: Rijaset Islamske zajednice u SFRJ. XXX (1—2): 17—23. ISSN 0353-779X.  4202242  4202242
- Škapur, Hasan (1967b). „Ferhad-paša Sokolović i njegove zadužbine (Nastavak)”. Glasnik Rijaseta islamske zajednice u SFRJ. Sarajevo: Rijaset Islamske zajednice u SFRJ. XXX (3—4): 126—128. ISSN 0353-779X.  4202242  4202242
- Škapur, Hasan (1967c). „Ferhad-paša Sokolović i njegove zadužbine (Nastavak)”. Glasnik Rijaseta islamske zajednice u SFRJ. Sarajevo: Rijaset Islamske zajednice u SFRJ. XXX (5—6): 227—232. ISSN 0353-779X.  4202242  4202242
- Škapur, Hasan (1967č). „Ferhad-paša Sokolović i njegove zadužbine (nastavak)”. Glasnik Rijaseta islamske zajednice u SFRJ. Sarajevo: Rijaset Islamske zajednice u SFRJ. XXX (7—8): 314—319. ISSN 0353-779X.  4202242  4202242
- Škapur, Hasan (1967ć). „Ferhad-paša Sokolović i njegove zadužbine (Svršetak)”. Glasnik Rijaseta islamske zajednice u SFRJ. Sarajevo: Rijaset Islamske zajednice u SFRJ. XXX (9—10): 412—416. ISSN 0353-779X.  4202242  4202242
- Škegro, Ante (2015). „Katolička zvona s osmanlijskih sahat-kula u Bosanskom ejaletu — Boga slaviti, puk sazivati, mrtve oplakivati”. Vjesnik za arheologiju i historiju dalmatinsku. Split: Arheološki muzej Split. 108 (1): 295—313. ISSN 1845-7789.  1539038698  1539038698
- 50466575  8471810
- 180713479
- 87045639
- „Zaštita spomenika kulture u Bosni i Hercegovini” (PDF). Naše starine. Sarajevo: Zemaljski zavod za zaštitu spomenika kulture i prirodnih rijetkosti Narodne Republike Bosne i Hercegovine, (Zagreb : Grafički zavod Hrvatske) (I): 199—213. 1953. ISSN 0547-3136.  57465612  57465612  12902146
- Зиројевић, Олга (1994). „Ферхадија”. Даница : Српски народни илустровани календар за годину 1995. Београд: Вукова задужбина. 2: 311—313. ISSN 0354-4974.  45253644  45006092  45006092
- Zlatar, Behija (1978). „O nekim muslimanskim feudalnim porodicama u Bosni u XV i XVI stoljeću”. Prilozi. Institut za istoriju u Sarajevu. Sarajevo: Institut za istoriju. XIV (14—15): 81—139. ISSN 0350-1159.  102167  102167  102167

### Новински чланци
- 85800967
- 85800967
- 85800967
- 85800967
- 85800967
- 85800967
- 85800967
- 85800967
- 85800967
- 85800967
- 85800967